# Gornja Šemnica
Gornja Šemnica is een plaats in de gemeente Radoboj in de Kroatische provincie Krapina-Zagorje. De plaats telt 621 inwoners (2001).